# Thomas Demand

Thomas Demand (2011)

Thomas Demand (* 1964 in München) ist ein Künstler, der Tatort- und Pressefotografien detailgetreu aus Papier nachbaut, um sie dann zu fotografieren. Diese „zweiten“ Fotografien werden dann, nach der Zerstörung des Modells, ausgestellt.

## Leben
Demand ist in Schäftlarn aufgewachsen, er studierte in München, Düsseldorf und London und ist seit 2011 Professor an der Hochschule für bildende Künste Hamburg im Studienschwerpunkt Bildhauerei mit Schwerpunkt Fotografie. 
Er lebt und arbeitet in Berlin und Los Angeles.

## Werk
Demand stellt lebensgroße Fotografien aus, die mittels ihrer tiefen Hängung Einlass in den Bildraum gewähren. Zudem macht er analoge Animationsfilme (35 mm). Nach einer fotografischen Vorlage oder aus der Erinnerung baut Demand ein Modell aus Papier und Pappe. Dieses Modell wird entweder (meist bei Innenräumen) im Maßstab 1:1 oder (bei Außendarstellungen von großen Architekturen) in der Größe, welche die spätere Fotografie haben soll, erstellt. Die daraus resultierenden lebensgroßen Fotografien sind dann die endgültigen Kunstwerke. Als Vorlage verwendet er häufig ältere Zeitungsbilder. Anzeichen des dargestellten Ereignisses werden im gebauten Modell systematisch eliminiert; ebenso die auf den Ursprungsfotografien vorhandenen Menschen. Dennoch bleibt der Bildinhalt so markant, dass bei Kenntnis der fotografischen Vorlage das Subjekt eindeutig festgemacht werden kann. Die dargestellten Bildthemen sind gesellschaftlich relevante Ereignisse, die gleichwohl häufig einen persönlichen Bezug zum Künstler enthalten.
Demand beschäftigte sich früher mit Skulpturen, ging dann jedoch zu billigen Materialien über, hauptsächlich Papier, Pappe und Karton. So konnte er seine Modelle in einem Tag bauen und deshalb auch problemlos wieder wegwerfen. Um die entstandenen, aber schnell vergänglichen Skulpturen zu dokumentieren, begann er, sie zu fotografieren.

## Arbeiten
- Tunnel (1999) stellt eine Kamerafahrt durch den Tunnel nach, in dem Diana Mountbatten-Windsor starb.
- Badezimmer (1997) ist die Nachstellung der Fotografie, die im Zusammenhang mit dem Tod von Uwe Barschel um die Welt ging.
- Den im Mai 2013 eröffneten Anbau des Lenbachhauses in München ziert ein blauer Schriftzug Lenbachhaus vor der goldfarbenen Fassade, für den Demand eine alte Schrift des 19. Jahrhunderts mit einer modernen kombinierte.[2]

## Auszeichnungen
- 2003: Stipendiat in der Deutschen Akademie Rom Villa Massimo[3]
- 2018: Großer Kunstpreis Berlin[4]
- 2021: Kulturpreis Bayern

## Ausstellungen

### Einzelausstellungen (Auswahl)
- Thomas Demand - Das Stottern der Geschichte[5], Jeu de Paume, Paris, 2023
- Mundo de Papel, Centro Botín, Santander, 2021[6]
- Focus, Modern Art Museum of Fort Worth, 2016
- Latent Forms, Sprüth Magers, London, 2015
- Modellstudien, Raketenstation Hombroich, Neuss, 2015
- Daily Show, The Common Guild, Glasgow, 2015
- Model Studies (KŌTŌ-KU), Taka Ishii Gallery, Tokio, 2015
- Pacific Sun, Los Angeles County Museum of Art, Los Angeles, 2014/2015
- Dailies 2008-2014, Sprüth Magers, Berlin, 2014
- Model Studies, Avlskarl Gallery, Kopenhagen, 2014
- Animations, DHC Art Center, Montréal, 2013
- Thomas Demand, National Gallery of Victoria, Melbourne, 2012/2013
- Animations, Des Moines Art Center, Des Moines, 2012
- Model Studies, Esther Schipper Galerie, Berlin, 2012
- Thomas Demand, Museum of Contemporary Art, Tokyo, 2012[7]
- Thomas Demand, Matthew Marks Galerie, New York City, 2012
- Thomas Demand, Neue Nationalgalerie Berlin, 2009–10[8]
- Thomas Demand, Städtische Galerie im Lenbachhaus und Kunstbau, München, 2002/03[9]

### Gruppenausstellungen (Auswahl)
- The Boat is Leaking. The Captain Lied. (Mit Alexander Kluge & Anna Viebrock; Kuration Udo Kittelmann) Fondazione Prada, Venedig, 2017
- Never enough: Monika Sprüth und die Kunst, MEWO Kunsthalle, Memmingen, 2017
- Photography Reinvented: The Collection of Robert E. Meyerhoff and Rheda Becker, National Gallery of Art, Washington, D.C., 2016
- Beton. Thomas Demand. David Maljkovic, Kunsthalle Wien, Wien, 2016
- L’Image Volée, Fondazione Prada, Mailand, 2016
- Faszination Fotografie, Museum Sammlung Essl, Klosterneuburg, 2015/2016
- Perfect Likeness. Photography and Composition, Armand Hammer Museum of Art, Los Angeles, 2015
- New Discoveries and other Obsessions, Musée d’Art Contemporain du Montréal, Montréal, 2015
- Visual Deception: Into the Future, Nagoya City Art Museum, Nagoya, 2015
- One Million Years - System and Symptom, Kunstmuseum Basel, Basel, 2014/2015
- Schwindel der Wirklichkeit, Akademie der Künste (Berlin), Berlin, 2014
- Paparazzi, Schirn Kunsthalle Frankfurt, Frankfurt am Main, 2014

## Demand als Kurator
2016 kuratierte er in der Fondazione Prada in Mailand die Ausstellung L’Image volée mit Werken von 60 Künstlern von 1820 bis heute.

## Film über Demand
- Das Spiel mit der Erinnerung-Die Bilderwelt des Thomas Demand. Dokumentation, Deutschland, 2011, 26 Min., Erstsendung auf arte: 12. Juni 2011, Buch & Regie: Jeremy JP Fekete, Produktion:rb/arte, Inhaltsangabe von arte, nominiert für den 21. Deutschen Kamerapreis 2011, Kategorie: Dokumentarfilm/Dokumentation „Schnitt“, Inhaltsangabe (PDF-Datei; 274 kB) von Deutscher Kamerapreis, Trailer auf YouTube.